# HMS Gurkha (F20)
Pour les autres navires du même nom, voir HMS Gurkha.
Pour les articles homonymes, voir F20.
Le HMS Gurkha (F20) est un destroyer de la classe Tribal construit pour la Royal Navy. Lancé le 7 juillet 1937 et armé en octobre 1938, il rejoint la Mediterranean Fleet qu'il quitte en octobre 1939 pour la Home Fleet. En février 1940 il coule le U-53 dans les Orcades, avant de participer à la campagne de Norvège, durant laquelle il est coulé, le 9 avril 1940.